# Hylaeus perpictus
Hylaeus perpictus är en biart som beskrevs av Rayment 1935. Hylaeus perpictus ingår i släktet citronbin, och familjen korttungebin. Inga underarter finns listade i Catalogue of Life.